# Thank You For The Music
Thank You For The Music je četverostruka kompilacija hitova švedskog sastava ABBA. Osim najvećih hitova, album sadrži i neke prije neobjavljene pjesme te 23-minutnu mješavinu neobjavljenih pjesama.

## Popis pjesama
- CD 1

1. "People Need Love" - 2:46
2. "Another Town, Another Train" - 3:13
3. "He Is Your Brother" - 3:19
4. "Love Isn't Easy (But It Sure Is Hard Enough)" - 2:55
5. "Ring Ring" - 3:02
6. "Waterloo" - 2:44
7. "Hasta Mañana" - 3:09
8. "Honey, Honey" - 2:56
9. "Dance (While The Music Still Goes On)" - 3:12
10. "So Long" - 3:05
11. "I've Been Waiting For You" - 3:38
12. "I Do, I Do, I Do, I Do, I Do" - 3:17
13. "SOS" - 3:21
14. "Mamma Mia" - 3:32
15. "Fernando" - 4:12
16. "Dancing Queen" - 3:50
17. "That's Me" - 3:16
18. "When I Kissed the Teacher" - 3:01
19. "Money, Money, Money" - 3:08
20. "Crazy World" - 3:49
21. "My Love, My Life" - 3:53

- CD 2

1. "Knowing Me, Knowing You" - 4:02
2. "Happy Hawaii" - 4:24
3. "The Name of the Game" - 3:57
4. "I Wonder (Departure)" - 4:26
5. " Eagle" - 5:49
6. "Take a Chance on Me" - 4:03
7. "Thank You for the Music" - 3:49
8. "Summer Night City" - 4:14
9. "Chiquitita" - 5:26
10. "Lovelight" - 3:19
11. "Does Your Mother Know" - 3:15
12. "Voulez-Vous" - 4:19
13. "Angeleyes" - 4:18
14. "Gimme! Gimme! Gimme! (A Man After Midnight)" - 4:48
15. "I Have a Dream" - 4:44

- CD 3

1. "The Winner Takes It All" - 4:54
2. "Elaine" - 3:46
3. "Super Trouper" - 4:13
4. "Lay All Your Love On Me" - 4:33
5. "On and On and On" - 3:39
6. "Our Last Summer"  - 4:18
7. "The Way Old Friends Do" (uživo) - 2:53
8. "The Visitors" - 5:48
9. "One of Us" - 3:57
10. "Should I Laugh or Cry" - 4:27
11. "Head over Heels" - 3:46
12. "When All Is Said and Done" - 3:15
13. "Like An Angel Passing Through My Room" - 3:36
14. "The Day Before You Came" - 5:49
15. "Cassandra" - 4:50
16. "Under Attack" - 3:44

- CD 4

1. "Put On Your White Sombrero" - 4:27
2. "Dream World" - 3:36
3. "Thank You for the Music" - 4:03
4. "Hej Gamle Man!" - 3:21
5. "Merry-Go-Round" - 3:20
6. "Santa Rosa" - 3:01
7. "She's My Kind of Girl" - 2:44
8. "Medley: Pick a Bale of Cotton" - 4:21
9. "You Owe Me One" - 3:25
10. "Slipping Through My Finger"/"Me And I"" (uživo) - 8:37
11. "ABBA Undeleted: "Scaramouche" / "Summer Night City" / "Take a Chance on Me" / "Baby" (starija verzija Rock Me) / "Just a Notion" / "Rikky Rock ’n’ Roller" / "Burning My Bridges" / "Fernando (Frida Swedish Solo verzija)" / "Here Comes Rubie Jamie" / "Hamlet III Parts 1 & 2" / "Free as a Bumble Bee" / "Rubber Ball Man" / "Crying Over You" / "Just Like That" (saksofon verzija)/ "Givin’ a Little Bit More" - 23:30
12. "Waterloo" - 2:40
13. "Ring Ring" - 4:21
14. "Honey, Honey"  - 2:57